# ジョアン・サルバンス
ジョアン・サルバンス（Joan Salvans、1974年8月29日 - ）は、スペイン・バルセロナ出身のサッカー指導者。

## 経歴
選手時代は無名であったが、FC OSONAのテクニカルディレクターを経て、FCバルセロナのジュニアユース監督、RCDエスパニョールのユース監督などを務めた。スペイン・サッカー協会指導者ライセンスのレベル1を取得している。バルセロナ時代にはイプスウィッチのジョバニ・ドス・サントス、バルセロナのボージャン・クルキッチやアーセナルのフラン・メリダなどを指導した。選手として実績を残せなかったため、スペインでは指導者としてステップアップするのが難しく、2007年から日本に移住した。現在は東海大菅生高校中学サッカー部のアドバイザーのほか、日本各地で他の高校サッカー部やサッカークリニックでの指導などにあたっている。

## エピソード
当時、柏レイソルユースチームに所属していた指宿洋史を高く評価し、Jリーグのクラブから声のかからなかった彼のスペイン2部ジローナFCへの移籍を斡旋した。

## 監督歴
- U.E.VIC　監督
- 1999-2003  E.F.OSONA 監督
- 2003-2006  FCバルセロナ U-12、U-14 監督
- 2006-2007  RCDエスパニョール U-17 監督